# Romain Thomas
Romain Thomas (* 12. Juni 1988 in Landerneau) ist ein französischer Fußballspieler, der aktuell bei SM Caen spielt.

## Karriere
Thomas begann seine Karriere bei Stade Brest, wo er 14. September 2007 (7. Spieltag) gegen Grenoble Foot debütierte. In der Saison 2007/08 lief er fünfmal für die Profis auf. Für die gesamte Saison 2008/09 wurde er an Pacy Ménilles Racing Club verliehen. In der Saison nach seiner Rückkehr stand er lediglich einmal im Kader der Ligue 2.
Anschließend wurde er an USJA Quarquefou verkauft. Sein Debüt gab er am 8. August 2010 (1. Spieltag) bei einer Niederlage gegen die Zweitmannschaft des FC Le Mans. Das erste Tor für Quarquefou schoss er am 11. September 2010 (6. Spieltag) gegen St. Pryve/St. Hilaire zur 1:0-Führung. In der gesamten Spielzeit 2010/11 schoss er dieses eine Tor in 31 Spielen, in denen er immer in der Startelf stand. In der Folgesaison spielte er 28 Mal in der Championnat Nationale. In der Saison 2012/13 stand er bereits 37 Mal auf dem Platz und schoss vier Tore.
Zur Saison 2013/14 wechselte er zurück in den Profibereich zum SCO Angers. Am 2. August 2013 (1. Spieltag) debütierte er gegen den FC Istres in der Startelf. Am 27. September desselben Jahres (9. Spieltag) traf er das erste Mal im neuen Trikot, als er bei einem 1:1 gegen den FC Tours den Ausgleich erzielte. In der gesamten Saison traf Thomas viermal in 35 Ligaspielen und kam mit Angers bis ins Halbfinale der Coupe de France. In der Folgesaison kam er wieder 35 Mal zum Einsatz und traf dreimal, außerdem lief er in sechs Spielen als Mannschaftskapitän auf. Am Ende der Saison stieg Angers in die Ligue 1 auf, wo man einen guten Start hinlegte. Im französischen Oberhaus debütierte er am 8. August 2015 (1. Spieltag) bei einem 2:0-Sieg über den HSC Montpellier. Sein erstes Tor schoss er am 27. September 2015 (8. Spieltag), als man 2:1 gegen Olympique Marseille gewann. Die gesamte Saison beendete er mit 36 Erstligaeinsätzen und zwei Toren. In der darauf folgenden Saison spielte er erneut 36 Mal und schoss dieses Mal nur ein Tor. Im Pokal stand man in dieser Saison im Finale, wo man mit 1:0 gegen Paris Saint-Germain ausschied. In der Folgesaison schoss er einen Doppelpack im Spiel gegen den ES Troyes AC (21. Spieltag), als sein Team, auch wegen seiner zwei Tore, 3:1 gewann. Insgesamt lief er in jener Saison 28 Mal in der Liga auf und es blieb bei diesen beiden Treffern. Die Saison 2018/19 lief ähnlich für ihn, er traf erneut zweimal in 28 Spielen. In der Folgesaison traf er wettbewerbsübergreifend zweimal in 31 Partien. Auch in der Spielzeit 2020/21 war er Stammspieler in der Innenverteidigung und traf viermal in 34 Ligaspielen. Die nachfolgende Saison beendete der Spieler mit 30 Ligaspielen und zwei Torerfolgen.
Im Sommer 2022 verließ der Franzose Angers und wechselte zu SM Caen.

## Erfolge
- Aufstieg in die Ligue 1: 2015
- Zweiter der Coupe de France: 2017